# Русское масонство в царствование Екатерины II
«Русское масонство в царствование Екатерины II» — магистерская диссертация Георгия Вернадского по истории масонства.

## Издание
Книга издана в Петрограде, в 1917 году в Типографии Акционерного Общества Типографского дела.

### Содержание
Данная книга является сборником очерков по истории развития духовной культуры общества масонов. Масонские труды и религиозные достижения мистиков рассмотрены как влияние на весь уклад русского дворянско-чиновничьего общества XVIII века. В книге наглядно показаны главные связующие нити религиозного или философского движения. Автор развивает мысль как на основе этих связей создавались те или иные формы масонского общества и общества в целом. Можно сказать, что подобное изучение таких психологических типов и форм объединения, их взаимоотношений и их смены способствует нахождению ключа к пониманию развития целого общества на протяжении нескольких столетий.
Наибольший интерес в книге проявлен к международным контактам и отношениям русского масонства и его изучению на фоне европейской интеллектуальной действительности того времени. Работа чрезвычайно обстоятельно проделана на страницах книги, как и все, написанное и изданное Георгием Вернадским, обширное исследование означенного в названии книги явления во всех его подробностях: возникновение масонских лож, рассмотрение биографий масонов, и философская и социальная сторона их деятельности.

### Характеристики
Издательство: Пг.: Тип. Акционерного О-ва Тип. Дела в Петрограде
Год издания: 1917
Место издания: Москва
Жанр : монография
Язык текста: русский
Язык оригинала: русский дореформенный
Страниц: 287

### Переиздания
- Вернадский Г. В. Русское масонство в царствование Екатерины II. — Изд. 3-е, испр. и расшир.. — СПб.: Издательство имени Н. И. Новикова, 2001. — 576 с. — (Русское масонство. Материалы и исследования). — 1000 экз. — ISBN 5-87991-018-0. (в пер., суперобл.)